# Pandulf I.
Pandulf I. (genannt Eisenkopf, lat. Capiferreus) († 981) war Fürst von Capua und Benevent und erwarb als Verbündeter Ottos I. die Herzogtümer Spoleto, Camerino und das Fürstentum Salerno. 

## Leben

Italien um 1000 n. Christus. Zu erkennen sind die Territorien Pandulfs (Spoleto, Capua, Benevent und Salerno)

Er entstammte einem langobardischen Geschlecht. Sein Vater war Landulf II. (auch gezählt als Landulf IV.). Ein Bruder war Landulf III. (oder Landulf V.) Er selbst heiratete um 950/55 Aloara. Aus der Ehe gingen mehrere Kinder hervor.
Zusammen mit seinem Vater regierte er seit 943 Benevent und Capua. Seit 959 nahm auch der Bruder Landulf an der Regierung teil. Nach dem Tod des Vaters 961 regierten die Brüder zunächst gemeinschaftlich. Später teilte sie die Herrschaft. Pandulf behielt sich aber die Oberherrschaft vor.   
Papst Johannes XII. unternahm wohl nach dem Tod des Vaters Landulf II. einen Kriegszug gegen Capua gegen Pandulf I. und Landulf III. Verbündet war der Papst mit Theobald II. von Spoleto, der bestrebt war, verloren gegangene Gebiete zurückzubekommen. Der Feldzug war ein Misserfolg.
Pandulf lehnte sich fest an Otto I. an. 965 hatte er Gesandte des antiottonischen Papstes Johannes XII. an den Kaiserhof in Konstantinopel gefangen genommen und an Otto übergeben.
Als Papst Johannes XIII. von der Bevölkerung aus Rom vertrieben wurde, gewährte ihm Pandulf Asyl. Auch als Dank für die Unterstützung des kaisernahen Papstes hat Otto I. Pandulf die Markgrafschaften Spoleto und Camerino übergeben, die zum nördlichen Königreich Italien gehörten. Umgekehrt trat Pandulf für Capua und Benevent in ein Vasallenverhältnis zu Otto. Durch die Verbindung mit Pandulf wollte der Kaiser seine Position im südlichen Italien stärken. Der Papst erhob Benevent 969 zum ersten Erzbistum in Kampanien. Ein Bruder des Fürsten wurde Erzbischof. Zwei Jahre später wurde auch Capua Sitz eines Erzbischofs. 
Nach dem Tod des Bruders Landulf 967/968 ernannte er seinen eigenen Sohn Landulf zum Mitregenten in Benevent, ohne die eigentliche Herrschaft aufzugeben.
Pandulf unterstützte Otto im Krieg gegen die Byzantiner 968. Nachdem Otto Süditalien verlassen hatte, führte Pandulf den Kampf allein weiter, wurde aber verwundet und zeitweise gefangen genommen und nach Konstantinopel gebracht. Nach der Gefangennahme gingen die Byzantiner in die Offensive und belagerten unter anderem Capua, ehe sie sich aus Sorge vor dem Eingreifen Ottos zurückzogen. Nach der Machtübernahme des Kaisers Johannes Tzimiskes konnte Pandulf nach Italien zurückkehren.
Als Gisulf I. von Salerno von der Bevölkerung vertrieben wurde, verhalf Pandulf ihm wieder zur Herrschaft. Dafür wurde ihm und seinem Sohn die Nachfolge in Salerno zugesagt. Dieser Besitzzuwachs bedeutete, dass Pandulf zwischen 974 und 981 das Gebiet von Ancona bis Kalabrien beherrschte. Damit bildete sein Gebiet eine wichtige Pufferzone zwischen dem Machtgebiet Ottos und dem der Byzantiner. Nach seinem Tod wurden seine Besitzungen aufgeteilt. Salerno und Spoleto gingen seiner Familie ganz verloren und Capua und Benevent wurden unter den Nachkommen und Verwandten geteilt.